# آلیسون کرچلی
آلیسون کرچلی (انگلیسی: Allison Cratchley؛ زادهٔ ۳ مارس ۱۹۷۵) هنرپیشه اهل استرالیا است.
از فیلم‌ها یا برنامه‌های تلویزیونی که وی در آن نقش داشته‌است می‌توان به پرستاران اشاره کرد.